# アル・プン
『アル・プン』（カタルーニャ語: El Punt, カタルーニャ語発音: [əɫ ˈpun]）は、スペイン・カタルーニャ州ジローナ県ジローナで発行されていた日刊紙。カタルーニャ語紙だった。「El Punt」とは英語における「The Point」であり、日本語では「視点」を意味する。1979年2月24日にプン・ディアリ（Punt Diari）として創刊され、1990年にアル・プンに紙名を変更した。2011年7月31日にはアブイ紙と合併してアル・プン・アブイ紙となった。

## 歴史

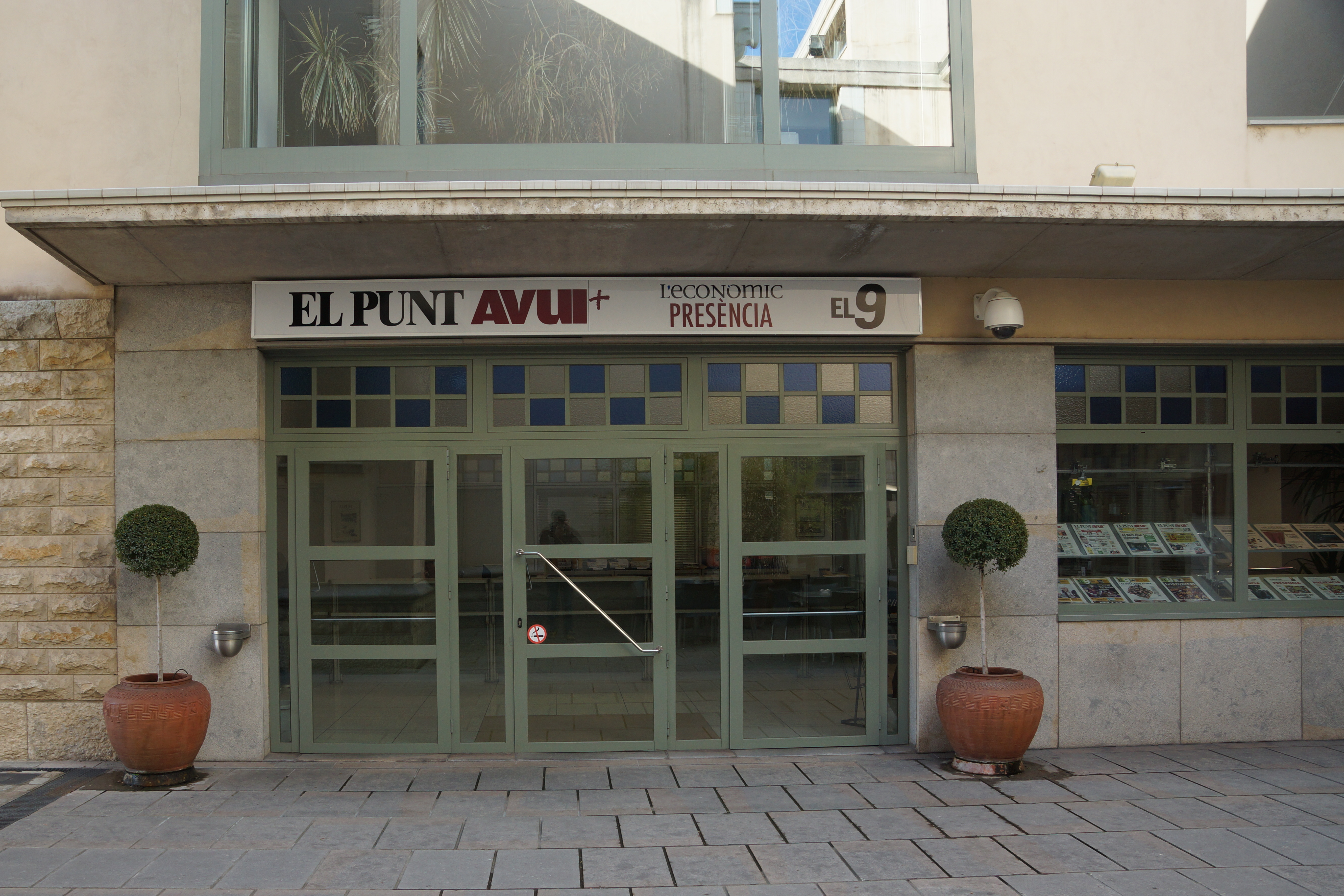
後継紙であるアル・プン・アブイ紙のジローナ支局

1975年までのフランコ体制下のスペインではカタルーニャ語メディアが大きく制限されていたが、スペインの民主化移行期である1979年2月24日にカタルーニャ語紙のプン・ディアリ紙が創刊され、1990年にアル・プン紙に紙名を変更した。長らくジローナ県のみでしか発行されていなかったが、2004年9月11日にはバルセロナ県でも購入が可能となった。ジローナ市長やカタルーニャ州首相を務めたカルラス・プッチダモンはアル・プン紙で働いていた経験がある。
2009年11月27日、アル・プン紙の発行元であるエルメス・コムニカシオネス社は、アブイ紙の発行元であるカタラナ・デ・コムニカシオン社を買収し、両紙のウェブ版は紙面より先に統合された。2011年7月31日には両紙の紙面も統合されてアル・プン・アブイ紙となった。ただしジローナ県のみでは引き続きアル・プン紙という名前で発行が続けられている。2010年4月11日にはバルセロナにおいて、アル・プン紙と同様にカタルーニャ語紙のアラ紙が創刊された。

## 特徴
2008年時点では、バルセロナ版、ジローナ版、バルサルネス郡版、マレズマ郡版、カム・ダ・タラゴーナ＝テラズ・ダ・レブラ版、パナデス版、バリェス・ウクシデンタル郡版の7版が発行されていた。カタルーニャ州政府はカタルーニャ語メディアに対して助成金を交付しており、2008年にはもっとも多くの助成金の交付を受けていた新聞がアル・プン紙だった。